# Till Franzen
Till Franzen (* 18. Mai 1973 in Flensburg) ist ein deutscher Regisseur und Drehbuchautor.

## Leben
1993/94 studierte er am European Film College in Dänemark.
Von 1995 bis 2000 setzte er sein Studium an der Kunsthochschule für Medien in Köln fort. Sein Abschlussfilm „Die große Operation“ fand weltweit auf zahlreichen Festivals Beachtung und wurde im Fernsehen auf dem deutsch-französischen Sender Arte ausgestrahlt.
Sein Spielfilmdebüt Die blaue Grenze mit Hanna Schygulla, Dominique Horwitz, Antoine Monot Jr. und der dänischen Schauspielerin Beate Bille lief auf fast vierzig Filmfestivals rund um den Globus und wurde mehrfach preisgekrönt. In Lund, Schweden erhielt der Film die Auszeichnung melies d'argent als bester europäischer Film. In Portugal erhielt Die blaue Grenze den Preis der portugiesischen Filmkritik. Zudem war er für den German Independence Award beim Filmfest Oldenburg nominiert. Weitere Nominierungen folgten beim Norddeutschen Filmpreis in Kategorien „Bester Film“ und „Bestes Drehbuch“. Die Hauptdarsteller Dominique Horwitz und Antoine Monot, Jr waren für ihre Leistungen in Die blaue Grenze als beste Hauptdarsteller beim Deutschen Filmpreis vornominiert. Der Film lief 2005/06 in den deutschen Kinos. Der Stern beispielsweise lobte den Film als „einen der schönsten Filme des Jahres“. Ein Kritiker in Choices schrieb: „Als hätten David Lynch und Helge Schneider beim Küstennebel Brainstorm betrieben.“
Im Herbst 2015 übernahm er bei der sechsteiligen Mystery-Miniserie Weinberg die Regie. Dabei inszenierte er die Pilotfolge und die folgenden drei Episoden und war somit für die Bildsprache, die Tongestaltung, sprich die audiovisuelle Grundkonzeption der Serie verantwortlich. Die Serie wurde von der Kritik gefeiert, wurde für den Deutschen Fernsehpreis und den Grimme-Preis nominiert und schließlich auch mit letzterem ausgezeichnet. Weinberg lief bei der internationalen Cologne Conference in der Kategorie „10 weltweit wichtigste Arbeiten“. Für die Episode 4 erhielt Franzen außerdem eine Nominierung für den Deutschen Regiepreis Metropolis als bester Regisseur.
2018 übernahm er die Regie der ersten 4 Folgen der VOX-Eigenproduktion „Das Wichtigste im Leben“ und war somit auch hier wieder für die Besetzung und die audiovisuelle Grundkonzeption verantwortlich.
Till Franzen drehte zahlreiche Musikvideos für Bands wie Blumfeld, International Pony, Stella und Whirlpool Productions. Werbefilme für u. a. Mercedes-Benz, 13th Street und LG.

## Privates
Franzen ist mit der Schauspielerin Katharina Schüttler verheiratet. Gemeinsam haben sie zwei Töchter.
Franzen ist Mitglied im Bundesverband Regie (BVR).

## Filmografie
- 1992: Dialog (Drehbuch, Regie)
- 1993: The Haunted Chicken (Drehbuch, Regie)
- 1994: My Northern Western (Drehbuch, Regie)
- 1995: Pänyz (Drehbuch, Regie)
- 1995: Owschlag – Mekong Delta (Drehbuch, Regie)
- 1997: Im Hotel an der Grenze (Drehbuch, Regie)
- 1999: Wieder Zuhaus (Drehbuch, Regie)
- 2000: Die große Operation (Drehbuch, Regie)
- 2005: Die blaue Grenze (Drehbuch, Regie)
- 2009/2010: Flensburg, Minnesota (Drehbuch, Regie)
- 2015: Weinberg (Regie)
- 2016: Drei Väter sind besser als keiner (Regie)
- 2017: Nord bei Nordwest – Der Transport (Regie)
- 2018: Herr und Frau Bulle: Tod im Kiez
- 2018: Wolfsland: Irrlichter (Regie)
- 2019: Das Wichtigste im Leben (Regie)
- 2019: Weihnachten im Schnee (Regie)
- 2019: Charlotte Link – Im Tal des Fuchses (Regie)
- 2020: Wolfsland: Kein Entkommen
- 2020: Wolfsland: Das Kind vom Finstertor
- 2021: Charlotte Link – Die Suche
- 2022: Lauchhammer – Tod in der Lausitz (Fernsehserie, Regie)
- 2023: Blind ermittelt – Tod im Weinberg (Fernsehreihe, Regie)
- 2023: Tatort: Der Mann, der in den Dschungel fiel

## Auszeichnungen
- Dialog 2. Platz  Film und Videofest Schleswig-Holstein 1992
- The haunted Chicken 1. Platz beim Film und Videofest Schleswig-Holstein 1994
- Die große Operation Dr Hans Hoch Preis 2002
- Die Blaue Grenze Mélies d’Or 2007
- Deutscher Kunstfilmpreis Ludwigshafen 2005 – Publikumspreis
- Fantasporto Critics’ Award (Preis der portugiesischen Filmkritik für „Die blaue Grenze“)
- German Independence Award – Special Mention
- Grand Prize of European Fantasy Film in Silver
- 2001 Publikumspreis für „Lifechange“ von Whirlpool Productions beim MuVi-Preis bei den Internationalen Kurzfilmtagen Oberhausen.
- 2001 Till Franzen/Sebastian Schultz ausgezeichnet vom Verband deutscher Musikclip Produzenten: „Bester deutscher Regie Newcomer“
- 2003 backup_clip_award für das Musikvideo „Beautiful Day“ von International Pony beim backup_festival in Weimar.
- 2004 Auszeichnung in Bronze für das Musikvideo „Neuer Morgen“ von Blumfeld, verliehen vom Art Directors Club Deutschland.